# Спарадок
Спарадок — царь или парадинаст Одрисского государства во Фракии в середине V века до н. э. (точные годы правления неизвестны).
Предположительно, Спарадок увеличил владения Одрисского царства за счёт покорения племён на северо-восточных границах Македонии и на побережье Пропонтиды. Ко времени правления Спарадока относятся первые вооружённые столкновения между одрисами и афинянами, а также заключение мирного договора, который разграничивал их зоны влияния на северном побережье Эгейского моря.

## Биография
Имя «Спарадок» имеет иранские корни, что свидетельствует о близких контактах между одрисами и персами. В античных источниках он упомянут лишь два раза в «Истории» Фукидида, и то, не при описании реального персонажа, а в контексте отцовства царя одрисов Севта I. Севт, в свою очередь, был племянником и преемником царя Ситалка. На этом основании подавляющее большинство историков делают вывод о том, что Спарадок был братом Ситалка и, соответственно, сыном, по мнению А. Н. Васильева, старшим, основателя Одрисского царства Тереса. Также, по версии С. Топалова, сыном Спарадока мог быть царь Медок. Д. Котова считала, что Спарадок был не братом Ситалка, а мужем его сестры и, соответственно, зятем Тереса.
Важным источником сведений о Спарадоке являются монеты с его именем. Нумизматы выделяют тетрадрахмы, на аверсе которых изображён всадник с двумя копьями; драхмы — конь; диоболы — протома коня. На реверсе монет расположено квадратное поле с орлом, который держит в клюве змею. На аверсе или реверсе этих монет находится легенда «Σ/ΠΑΡ/ΑΔ/ΟΚΟ», «ΣΠΑ» или «ΣΠ/АР».
Спарадок был первым одрисским правителем, который начал чеканить монету от своего имени. Возможно, именно при нём одрисы впервые стали выпускать монеты. Согласно нумизматическим исследованиям В. А. Анохина, чеканка монет Спарадока началась после 470 года до н. э. Его аргументы основаны на схожести изображений на тетрадрахмах Спарадока и македонских деньгах. Монеты со всадником с двумя копьями на аверсе и орлом со змеёй в клюве на реверсе после захвата серебряных рудников бисалтов в области горы Дисорон стал чеканить македонский царь Александр I. Также монеты с орлом со змеёй в клюве чеканили в самом крупном полисе на Халкидиках Олинфе. Около 465 года до н. э. македонская чеканка таких монет прекратилась, а около 444 года до н. э. началась вновь при наследнике Александра I Пердикке II. Предположительно, в этот период под власть одрисов перешли рудники Пангеона. Выпуск прежних монетных типов с добавлением имени правителя, по мнению М. Тачевой, мог быть символом власти одрисов над бисалтами, эдонами, дерронами и другими южнофракийскими племенами.

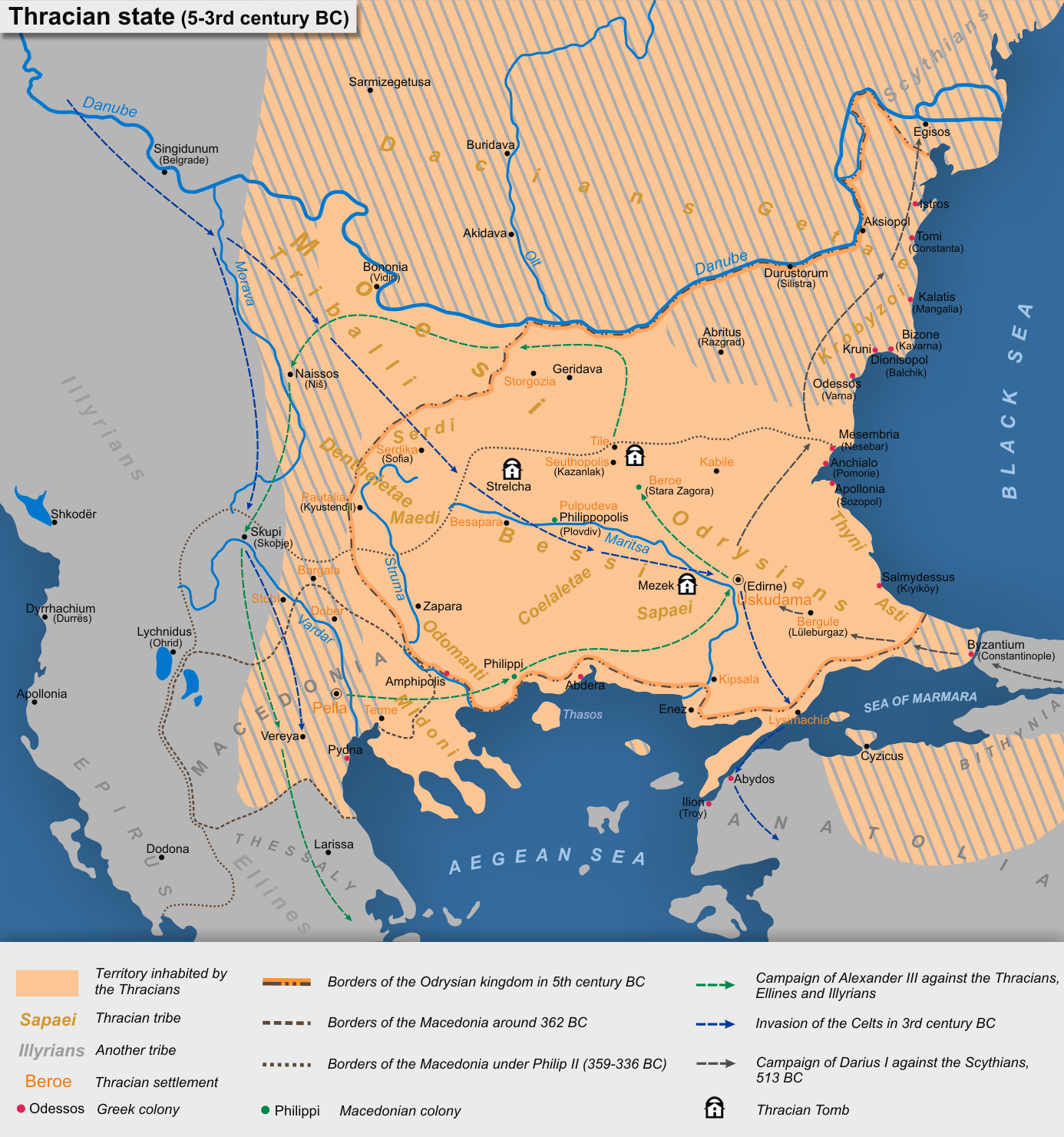
Предположительные границы Одрисского царства в V веке до н. э.

В историографии существует по меньшей мере две версии относительно того, в качестве кого Спарадок стал чеканить монету. По одной версии, он являлся парадинастом («соправителем царя») одной из областей на юго-востоке Фракии. По другой, Спарадок стал следующим после Тереса царём одрисов. Также существует предположение, что Одрисское царство после смерти Тереса было поделено между Спарадоком и Ситалком, который впоследствии вновь воссоединил его после смерти брата. Также, историки не исключают, что преемником Тереса стал Ситалк, а не Спарадок.
В историографии существует несколько версий относительно годов жизни Тереса. По одной версии, основатель Одрисского царства умер до или около 470 года до н. э., по другой — около 448 года до н. э. Если принимать первую гипотезу, то Спарадок мог выпускать монеты в качестве царя, если вторую — как минимум начало выпуска монет приходилось на занятие им должности парадинаста.
Реконструкция жизни и правления Спарадока предполагает множество допущений и гипотез. При нём было завершено покорение примыкавших к Эносу юго-восточных фракийских земель. В первые годы своего правления Спарадок укрепил власть одрисов над побережьем Пропонтиды и завершил покорение финов. Затем он напал на проживавшие к северу от Херсонеса Фракийского племена апсинтиев, кенов и петов. Чеканка монет в этих областях с именем Спарадока имела пропагандистскую функцию. Таким образом одрисский царь сообщал, что отныне этот регион принадлежит исключительно ему.
К этому времени может относиться первое вооружённое столкновение между одрисами и Афинами, которые также осуществляли экспансионистскую политику в этом регионе. Плутарх писал, что Кимон с «ничтожно малым числом» кораблей изгнал из Херсонеса персов, которые призвали на помощь «фракийцев из внутренних областей». Под этими фракийцами, по всей видимости, Плутарх подразумевал одрисов, у которых на тот момент с персами сложились дружественные отношения. Также, одрисы помогали персам длительное время удерживать важную крепость Дориск на северном побережье Эгейского моря. Фукидид также упоминает о поражении большой группы афинских колонистов при Драбеске в русле Стримона от «объединённых сил фракийцев», которые, предположительно, включали и одрисов.
Противостояние между Афинами и Одрисским царством завершилось при Перикле. В 447 году до н. э. афинский стратег совершил экспедицию на Херсонес, провёл поперёк перешейка укрепления, чтобы предотвратить набеги фракийцев. Как писал Плутарх, Перикл «положил конец непрерывной, тяжёлой войне, от которой постоянно страдала эта земля, бывшая в непосредственном соприкосновении с варварами-соседями и наполненная разбойничьими шайками, как пограничными, так и находившимися в её пределах». Предположительно, условия договора между афинянами и одрисами включали выплату дани городами северного побережья Эгейского моря и Херсонеса одрисам, при сохранении их членства в Афинском морском союзе.
Следующим царём Одрисского царства после Спарадока стал сын Тереса Ситалк. Историки приводят различные даты прихода к власти Ситалка. П. Шох-Бодмер считал, что при имеющейся источниковой базе невозможно определить время смены власти в Одрисском царстве. М. Тачева, Д. Попов и К. Порожанов датировали событие временем «около 444 года до н. э.», Е. И. Паунов — периодом между 445 и 435 годами до н. э.

## Версии о судьбе Спарадока после воцарения Ситалка
В историографии существует множество версий, которые предполагают, что Ситалк занял престол Одрисского царства не после смерти Спарадока, а вследствие дворцового переворота. Геродот описывал историю о том, как некий сын Тереса бежал к скифам. Через некоторое время скифский царевич Октамасад сверг своего брата Скила, который бежал в Одрисское царство к Ситалку. Октамасад был готов вторгнуться во Фракию, чтобы вернуть Скила. Ситалк предложил обменять Скила на брата, тем самым предотвратив войну. Ещё П. Шох-Бодмер в 1927 году писал, что, возможно, этим неназванным по имени у Геродота сыном Тереса был Спарадок.
Ю. Г. Виноградов назвал этого геродотовского персонажа Спарадоком. Другие историки пошли ещё дальше и отождествили «беглого» одрисского царя Спарадока с основателем династии царей Боспорского царства Спартоком. Первым эту гипотезу высказал Д. А. Мачинский, с чем согласились А. Ю. Алексеев и В. А. Анохин. В их понимании, после свержения Спарадок нашёл убежище в Синдике, а затем захватил власть в Пантикапее. Н. В. Васильев, И. Е. Суриков и К. А. Анисимов посчитали такое отождествление слишком романтичным и несоответствующим действительности.

### Исследования
- Анисимов К. А. Парадинасты в территориальной структуре Одрисского царства V—IV вв. до н.э. // ДРЕВНИЙ МИР: история и археология Труды Международной научной конференции «Дьяковские чтения» кафедры истории древнего мира и средних веков им. проф. В.Ф. Семенова МПГУ. — 2016. — С. 120—125.
- Анисимов К. А. Забытый фракииский царь Спарадок // Thracia Balcanica. — София, 2022. — № 1. — С. 183—198. — ISSN 2815-3332.
- Анисимов К. А. Дипломатия одрисов: между скифами и персами // Тульский научный вестник. Серия История. Языкознание. — 2022. — Вып. 2, № 10. — С. 20—30. — doi:10.22405/2712-8407-2022-2-20-30.
- Анисимов К. А. Амадоки и одрисы. Об одном вопросе генеалогии одрисских Тересидов // XXV Боспорские чтения. — Симферополь; Керчь, 2024. — С. 16—22.
- Васильев А. Н. Одрисский династ во главе Боспора? // Боспорский феномен: греческая культура на периферии античного мира. Материалы международной академии. — СПб., 1999. — С. 106—111. — ISBN 5-201-01217-5.
- Виноградов Ю. Г. Политическая история Ольвийского полиса VI I—I вв. до н. э.: Историко-эпиграфическое исследование. — М.: Наука, 1989. — 288 с. — ISBN 5-02-008961-3.
- Златковская Т. Д. Возникновение государства у фракийцев VII—V вв. до н. э. / ответственный редактор С. А. Токарев. — М.: Наука, 1971.
- Котова Д. Спарадок и родството му със Ситалк (Sparadokos and his kinship with Sitalces) (болг.) // Thracia. — София: Институт за балканистика с център по Тракология „Проф. Александър Фол“ Българска Академия на Науките, 2016. — Вип. XXI. — С. 161—168. — ISSN 0204-9872.
- Попов Д.[болг.]. Траки (болг.). — София: Изток-Запад, 2011. — ISBN 978-954-321-869-1.
- Порожанов К. Одриското царство, полисите по неговите крайбережия и Атина от края на VI век до 341 г. пр. Хр. (болг.). — второ преработено и допълнено издание. — София: Рал-Колобър, 2021.
- Суриков И. Е. Ономастикон Спартокидов за пределами Боспора (Часть I) // Древности Боспора. — М.: Институт археологии РАН, 2016. — Т. 20. — С. 430—450. — ISBN 978-5-94375-198-1.
- Тачева М.[болг.]. Царете на древна Тракия (болг.). — София: АГАТО Publishers, 2006. — Т. 1. — 244 с. — ISBN 954-8761-73-4.
- Фол А.[болг.]. Политическа история на Траките (болг.). — София: Наука и изкуство, 1972.
- A Companion to Ancient Thrace (англ.) / Edited by Julia Valeva, Emil Nankov, and Denver Graninger. — John Wiley & Sons, Inc, 2015. — ISBN 978-1-4443-5104-0.
- Schoch-Bodmer P. Sitalkes 1 // Paulys Realencyclopädie der classischen Altertumswissenschaft :  [нем.] / Georg Wissowa. — Stuttgart : J. B. Metzler’sche Verlagsbuchhandlung, 1927. — Bd. III A,1. — Kol. 377—381.